# 圣但尼昂瓦勒
圣但尼昂瓦勒（法語：Saint-Denis-en-Val，法語發音：[sɛ̃ dəni ɑ̃ val]，意为“谷地的圣但尼”）是法国卢瓦雷省的一个市镇，位于该省西部，卢瓦尔河左岸，属于奥尔良区。

## 地理
圣但尼昂瓦勒（47°52'38"N, 1°57'36"E）面积17.11 平方千米，位于法国中央-卢瓦尔河谷大区卢瓦雷省，该省份为法国中北部省份，北起埃松省，西北接厄尔-卢瓦省，西南接卢瓦-谢尔省，南至涅夫勒省和谢尔省，东临约讷省，东北接塞纳-马恩省。
与圣但尼昂瓦勒接壤的市镇（或旧市镇、城区）包括：桑迪永、谢西、孔布勒、圣西尔昂瓦勒、圣让德布赖、圣让勒布朗。
圣但尼昂瓦勒的时区为UTC+01:00、UTC+02:00（夏令时）。

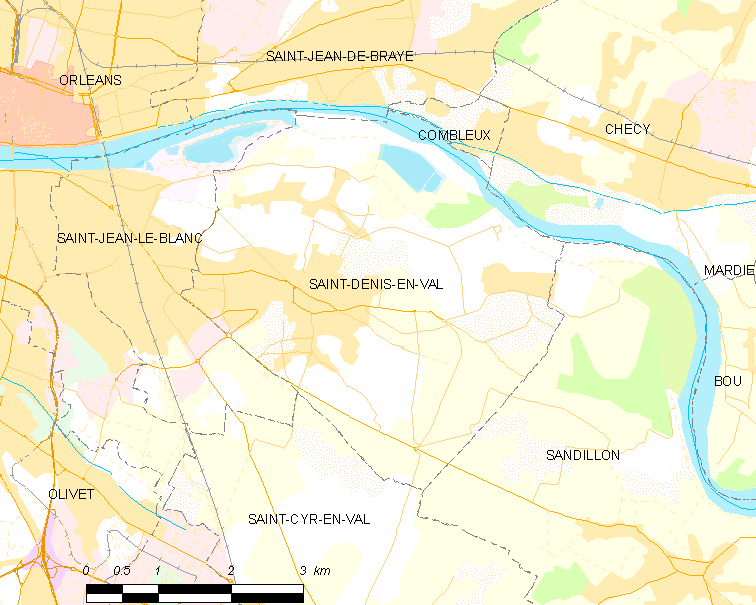
圣但尼昂瓦勒的OSM定位图

## 行政
圣但尼昂瓦勒的邮政编码为45560，INSEE市镇编码为45274。

## 政治
圣但尼昂瓦勒所属的省级选区为圣让勒布朗县。

## 人口

1962-2008年间圣但尼昂瓦勒人口变化图示

圣但尼昂瓦勒于2022年1月1日时的人口数量为7768人。